# Antasaya

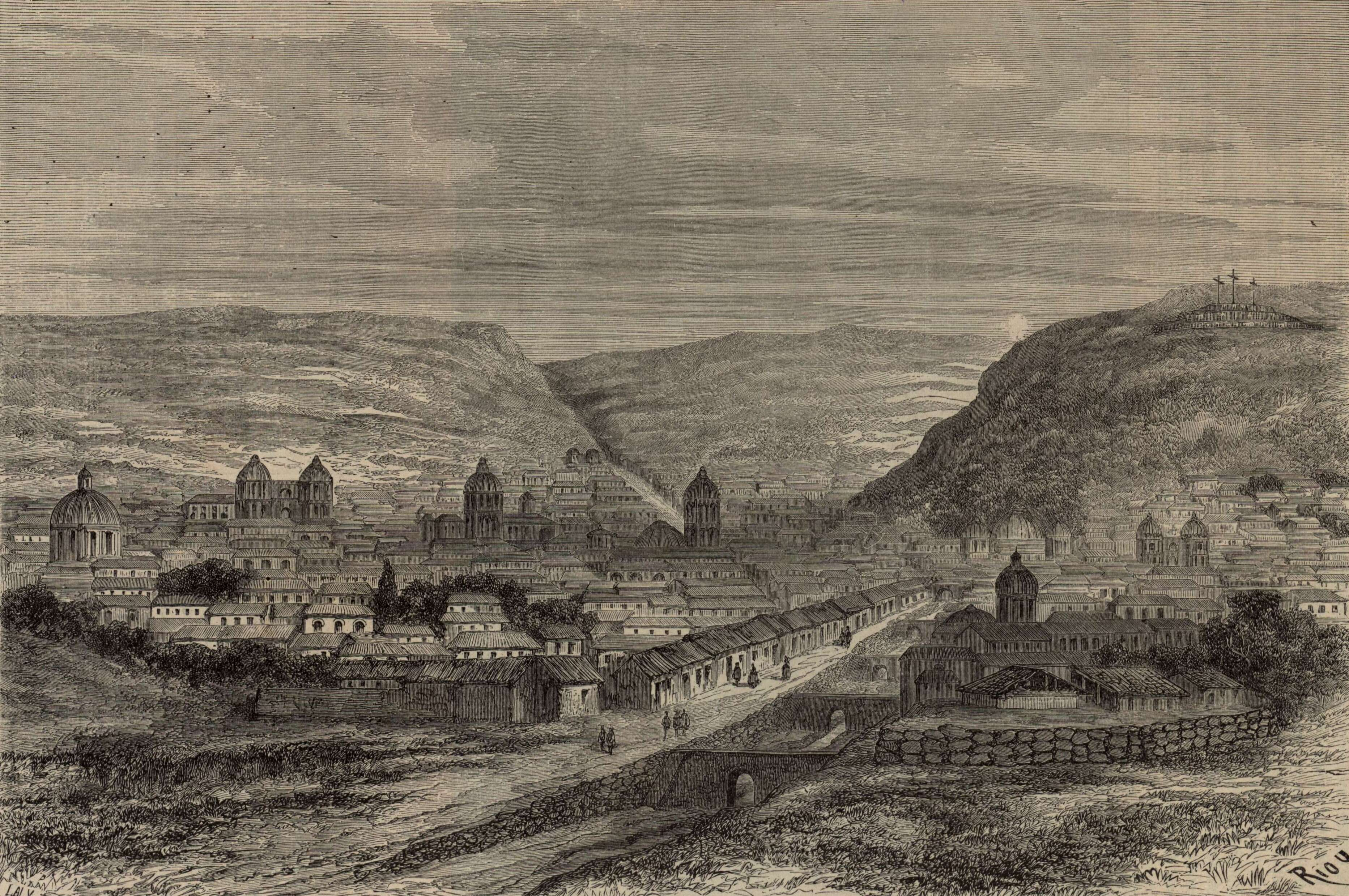
Grabado antiguo del valle del Cuzco colonial.

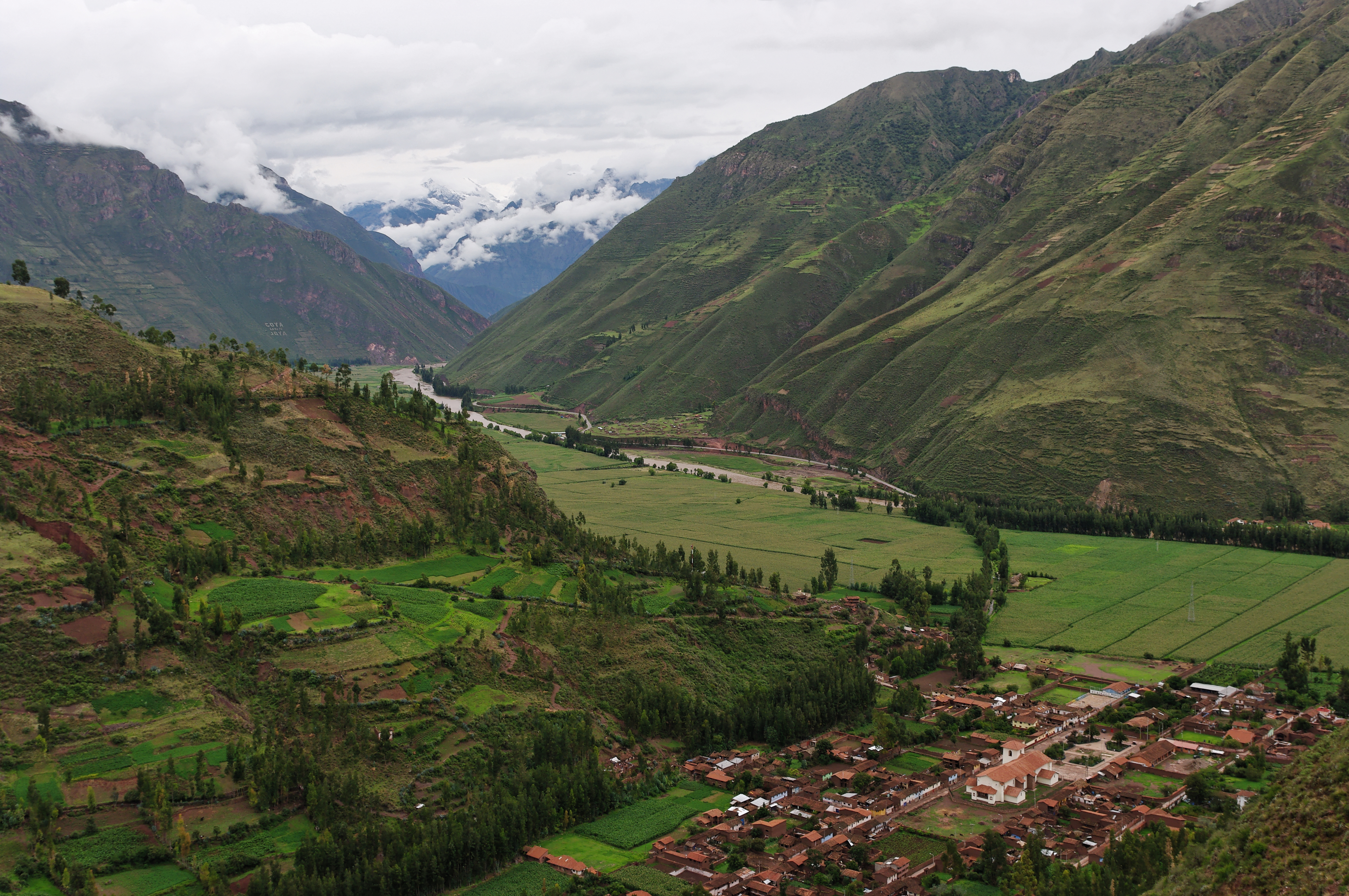
Valle Urubamba, Valle Sagrado de los Incas, Cuzco, Perú. La imagen fue sacada sobre la ruta llevando a Písac, mirando hacia Calca. El pueblo en primer plano es Taray, y la localización de la toma de vista es aproximadamente: -13.433761,-71.864247.

Los antasayas fueron un grupo étnico que habitaba en el valle de Quisco actual Valle del Cuzco en el Perú, antes del advenimiento de los Incas ocurrida a principios del siglo XIII. El cronista Pedro Sarmiento de Gamboa los menciona en sus escritos como uno de los grupos más antiguos en la región.
Originarios de las pampas de Anta, llegaron al valle de Cuzco comandados por su jefe, Quisco, estableciéndose en la zona norte. Crónicas antiguas afirman que los guallas y los sahuasirais no se opusieron a que se estableciesen en el lugar, y que también limpiaron la zona de piedras. A partir de entonces, el paraje empezó a denominarse Quisco por el nombre del jefe que guio a los primeros pobladores antasayas. Posteriormente el nombre se extendió a todo el valle. Fueron dominados por los Incas en el siglo XIII d. C.